# Steppenfenchel
Der Steppenfenchel (Seseli annuum), auch Steppen-Sesel genannt, ist eine Pflanzenart aus der Gattung Bergfenchel (Seseli) innerhalb der Familie Doldenblütler (Apiaceae).

## Beschreibung

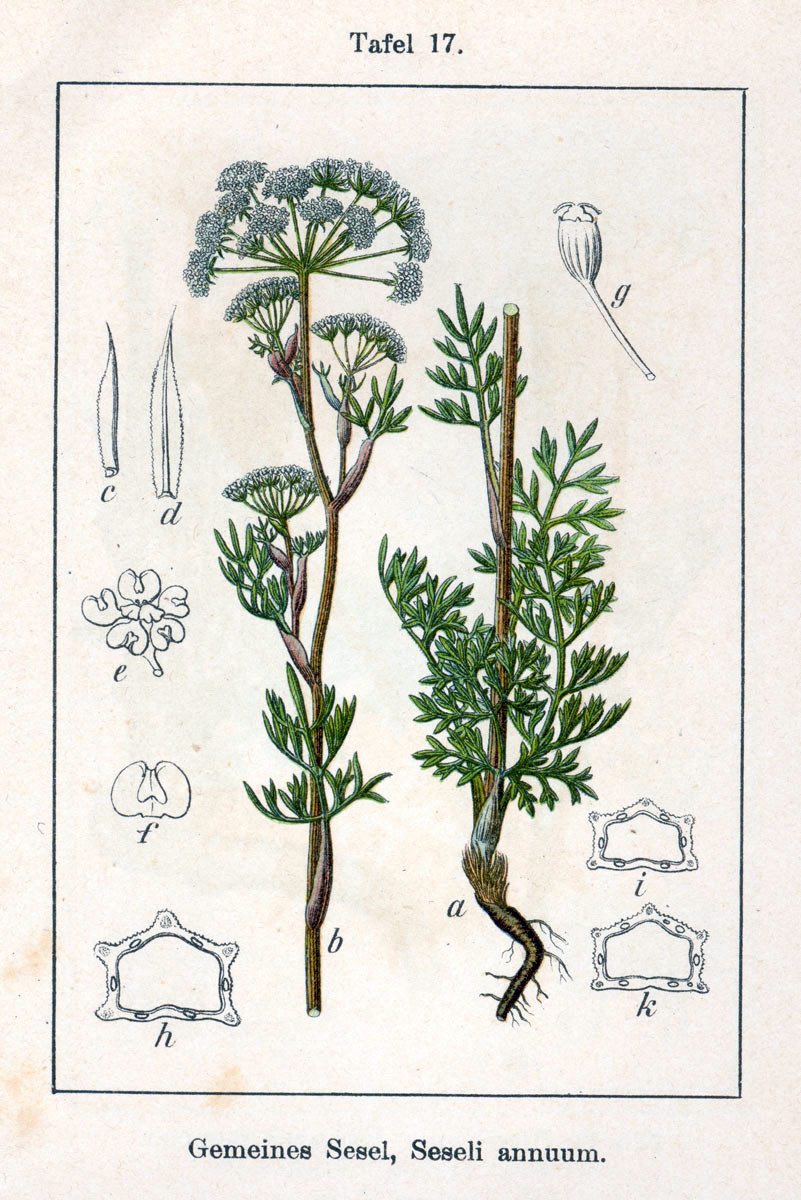
Illustration aus Sturm

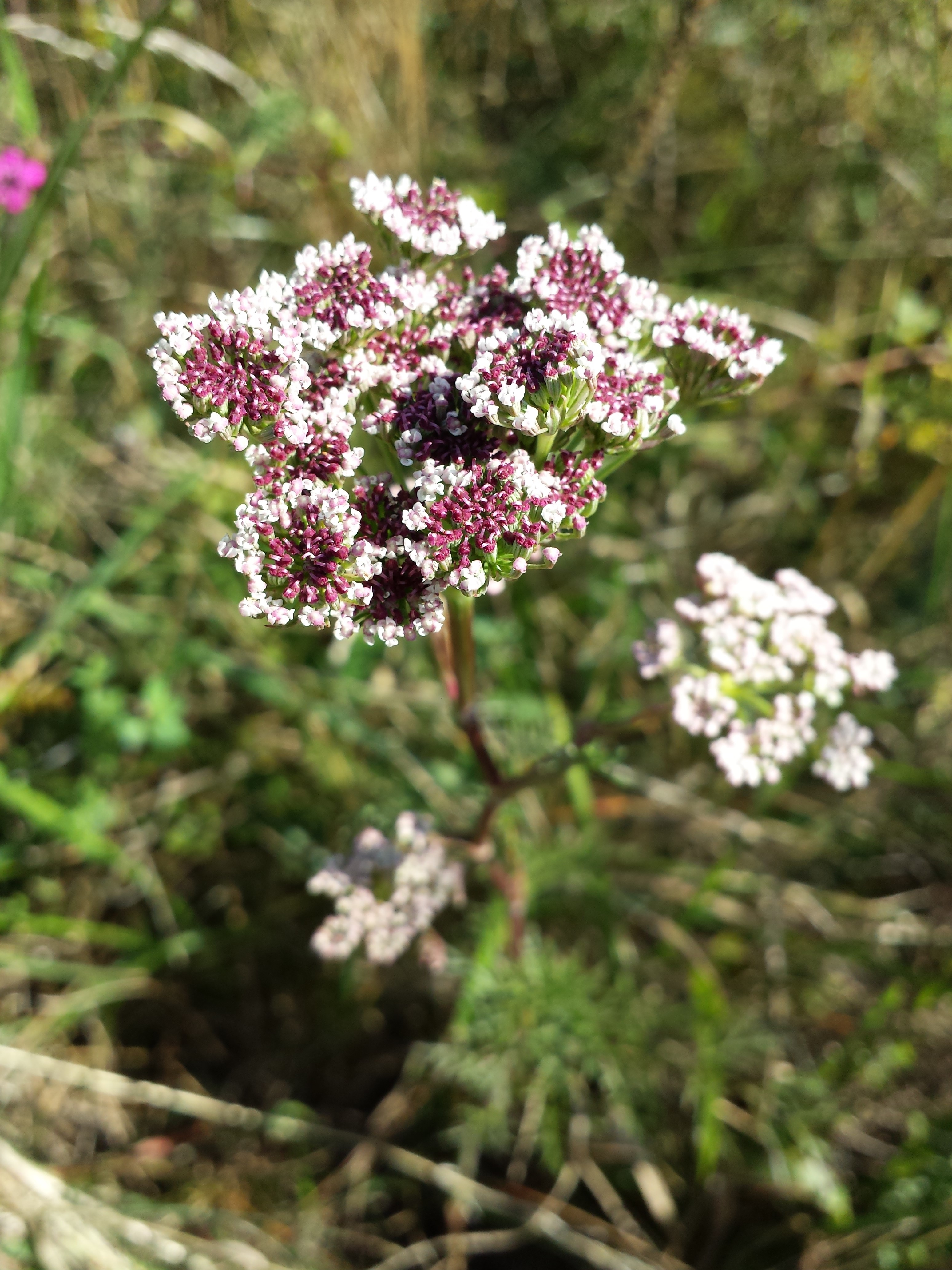
Blütenstand mit teilweise roten Kronblättern

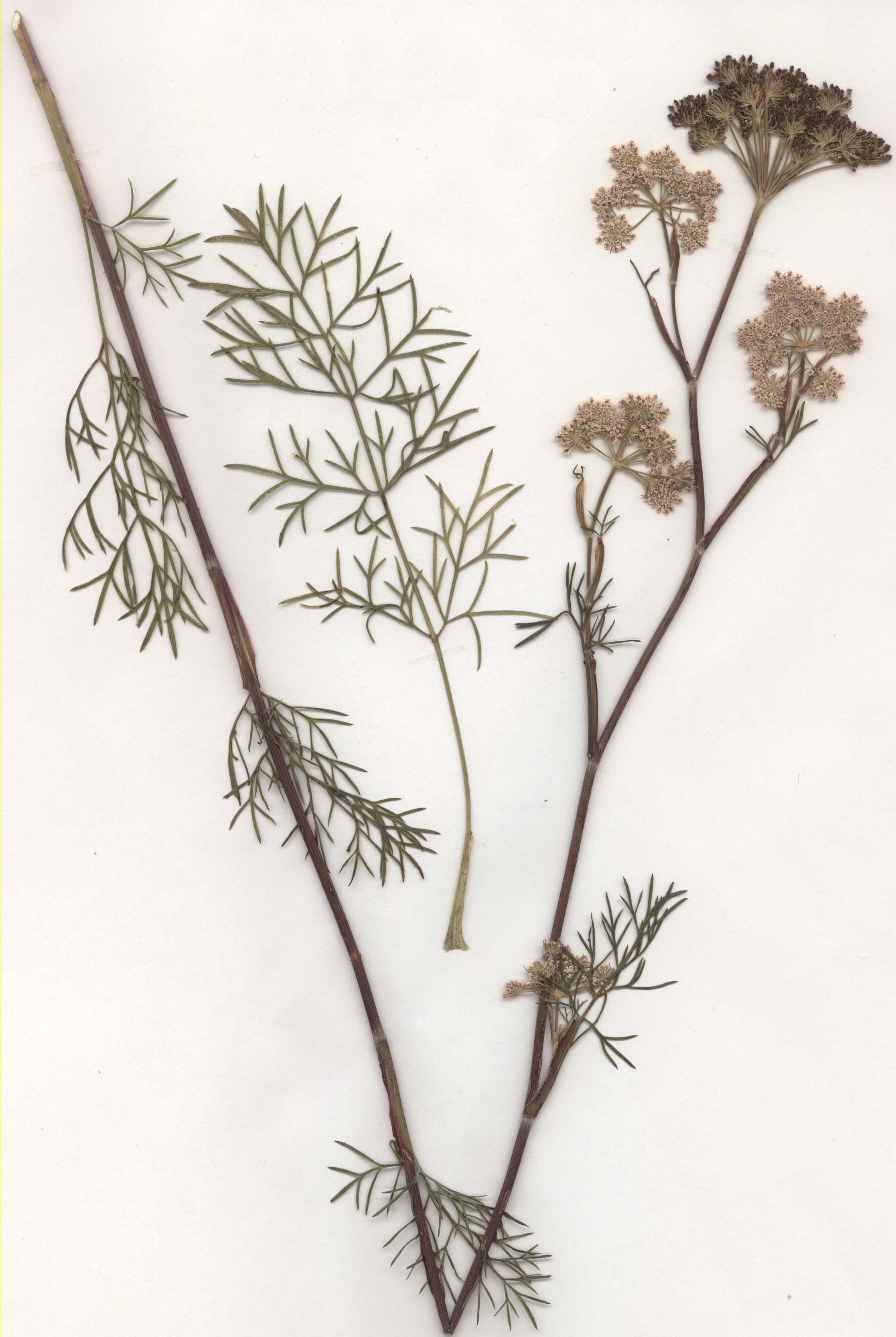
Herbarbeleg (bitte keine Pflanzenteile aus Naturbeständen entnehmen)

### Vegetative Merkmale
Der Steppenfenchel ist eine ein- oder zweijährige krautige Pflanze, die Wuchshöhen von 10 bis 60, selten bis zu 90 Zentimetern erreicht. Das Pflanzenexemplar stirbt nach der Fruchtreife ab. Die Grundachse ist spindelförmig und oben mit einem Schopf abgestorbener Blattfasern besetzt. Die Stängel stehen einzeln, starr aufrecht und sind stielrund aber kantig gerillt; sie sind meist violett überlaufen, ziemlich gleichmäßig beblättert und nur im oberen Teil unterhalb des Blütenstandes (wie auch der Doldenstiele) kurz flaumig behaart.
Die Laubblätter können in Blattstiel, -scheide und -spreite gegliedert sein. Die grundständigen und unteren Stängelblätter sind gestielt; die mittleren und oberen auf ihren Blattscheiden sitzend. Die Blattstiele, die Blattscheiden und die Blattunterseite sind von abstehenden Haaren dicht und fein kurzflaumig behaart. Die Blattspreite ist doppelt bis dreifach gefiedert. Die Blattzipfel letzter Ordnung sind bei einer Länge von 1 bis 1,5 Zentimetern sowie bei einer Breite unter 1 Millimeter linealisch.

### Generative Merkmale
Die Blütezeit beginnt in der zweiten Augusthälfte und reicht bis zum Teil in den November hinein. Der doppeldoldige Blütenstand besitzt einen Durchmesser von bis zu 8 Zentimetern und 12 bis 40 ungleich lange Doldenstrahlen. Eine Hülle fehlt oder ist ein bis fünfblättrig. Die zahlreiche Hüllchenblätter sind lanzettlich, breit hautrandig, fein gewimpert und oft so lang oder etwas länger als das Döldchen.
Die Blüten sind weiß oder selten bis hellviolett. Die Kronblätter sind bei einer Länge von etwa 0,75 Millimetern breit-eiförmig, beiderseits ausgerandet und besitzen am oberen Ende ein langes eingeschlagenes Läppchen. Die Griffel sind zuletzt länger als das Griffelpolster und über dieses hinabgebogen.
Die Frucht ist bei einer Länge von 1,5 bis 2,5 Millimetern länglich-eiförmig und besitzt scharf hervortretende Kanten.
Die Chromosomenzahl beträgt 2n = 16 oder 22.

## Ökologie
Beim Steppen-Sesel handelt es sich um einen skleromorphen, mesomorphen Hemikryptophyten.
Die Bestäubung erfolgt durch Insekten oder Selbstbestäubung.
Die Ausbreitung der Diasporen erfolgt durch den Wind oder Klettausbreitung.
Der Steppen-Sesel ist Wirtspflanze für die Pilzart Protomyces macrosporus. Gallen werden durch Schizomyia pimpinellae hervorgerufen.
Der Steppenfenchel kann frühe Mahd vertragen und noch zur Blüte kommen.

## Vorkommen und Gefährdung
Der Steppenfenchel kommt in der submediterranen und gemäßigten Zone Europas, südwärts bis Südfrankreich, Oberitalien, Jugoslawien und Bulgarien und nordwärts bis Nordfrankreich vor. In Russland dringt er bis etwa zum 56. nördlichen Breitengrad vor. Der Steppenfenchel dürfte in Mitteleuropa erst mit dem Menschen eingewandert sein und kommt in Mitteleuropa recht selten vor. Er steigt in Tirol bis zu einer Höhenlage von 2100 Meter und in Graubünden bei Ardez bis 1480 Meter auf.
Seseli annuum kommt ziemlich selten in Ost-, Mittel- und Süddeutschland vor. Die nordwestlichsten Vorkommen in Deutschland befinden sich in Nordrhein-Westfalen, in Magerrasen der Briloner Hochfläche. Der Steppenfenchel wurde 1996 in Deutschland in die Gefährdungskategorie 3 = „gefährdet“ eingestuft.
Der Steppen-Sesel tritt in Österreich zerstreut bis selten in allen Bundesländern in der collinen bis montanen Höhenstufe auf. Er gilt in Österreich als gefährdet, im westlichen Alpengebiet und nördlichen Alpenvorland als „stark gefährdet“.
Seseli annuum wächst einzeln, doch meist gesellig an sonnigen, warm-trockenen, kalkreichen und basischen Standorten. Sie ist kennzeichnend für Halbtrockenrasen. Gelegentlich kommt sie auch in Staudengesellschaften der Waldränder vor. Sie ist pflanzensoziologisch eine Charakterart der Klasse Festuco-Brometea und kommt besonders in Pflanzengesellschaften der Verbände Cirsio-Brachypodion, Mesobromion und Geranion sanguinei vor.
Die ökologischen Zeigerwerte nach Landolt et al. 2010 sind in der Schweiz für Seseli annuum subsp. annuum: Feuchtezahl F = 1 (sehr trocken), Lichtzahl L = 4 (hell), Reaktionszahl R = 4 (neutral bis basisch), Temperaturzahl T = 4+ (warm-kollin), Nährstoffzahl N = 2 (nährstoffarm), Kontinentalitätszahl K = 4 (subkontinental).

## Systematik
Die Erstveröffentlichung von Seseli annuum erfolgte 1753 durch Carl von Linné in Species Plantarum, Tomus I, Seite 260.
Bei manchen Autoren gibt es von  Seseli annuum zwei Unterarten:
- Seseli annuum L. subsp. annuum: Sie kommt in Spanien, Frankreich, Italien, Deutschland, in der Schweiz, Österreich, Liechtenstein, Tschechien, Polen, Slowakei, Kroatien, Ungarn, Rumänien, Bulgarien, in der Ukraine, Moldawien, Russland und Weißrussland vor.[6]
- Seseli annuum subsp. carvifolium (Vill.) P.Fourn. (Syn.: Seseli carvifolium Vill.): Sie kommt in Frankreich, Italien und Sardinien vor.[6]